# Roberto Jiménez Gago
Roberto Jiménez Gago (Madrid, 10 februari 1986) - alias Roberto - is een Spaans profvoetballer die dienstdoet als doelman. Hij verruilde West Ham United in augustus 2020 voor Real Valladolid.

## Clubvoetbal
Roberto werd opgeleid bij Atlético Madrid. Hij maakte op 22 december 2005 zijn profdebuut, in een verloren uitwedstrijd tegen CA Osasuna (2-1). Hij speelde de gehele wedstrijd toen zowel de eerste, tweede als derde doelman van Atlético Madrid geschorst of geblesseerd waren. Met de verhuur van Ismael Falcón in het seizoen 2006/07 werd Roberto officieel de derde keeper, ook al bleef hij uitkomen voor Atlético Madrid B. In de zomer van 2007 vertrok hij op huurbasis naar Gimnàstic. Een jaar later vertrok hij naar Recreativo Huelva. Hij werd betrokken in de transfer van Florent Sinama-Pongolle naar Atlético Madrid. In 2009 keerde hij terug naar Atlético Madrid. In de tweede seizoenshelft van 2009/10 werd hij verhuurd aan Real Zaragoza waar hij een basisplaats veroverde. Het seizoen daarop vertrok hij naar Benfica, waar hij eerste keeper werd. In 2011 werd Roberto gecontracteerd door Real Zaragoza.
1 Masip ·
2 L. Pérez ·
3 García ·
4 Olivas ·
5 Sánchez ·
6 González ·
7 Guardiola ·
8 K. Pérez ·
9 Weissman ·
10 Plano ·
11 Hervías ·
12 Orellana ·
13 Roberto ·
14 Alcaraz ·
15 El Yamiq ·
16 André ·
17 Mesa ·
18 Janko ·
19 Toni ·
20 Fede ·
21 Míchel  ·
22 Nacho ·
23 Rubio ·
24 Joaquín ·
40 Jota ·
Coach: Sergio